# Rudolf Macudzinski
Rudolf Macudzinski (29. dubna 1907 Opatija – 2. února 1986 Bratislava) byl československý klavírista a hudební skladatel.

## Život
Jeho otec pocházel z Polska a byl vynikajícím houslistou. Mimo jiné byl koncertním mistrem Německého divadla v Brně a členem Brněnského smyčcového kvarteta (Brünner Streichquartett). Rudolf studoval v Brně na německém gymnáziu a souběžně hru na klavír u Viléma Kurze. U tohoto vynikajícího klavírního pedagoga pokračoval i na mistrovské škole v Praze. Ve skladbě byl žákem Leoše Janáčka a Františka Neumanna. Svou dráhu začal jako klavírní virtuóz. Jako sólista koncertoval po celé Evropě a s houslistou Henrim Marteau koncertoval i v Egyptě a Palestině.
Ve válečných letech 1939–1945 působil jako klavírista a hudební referent bratislavského rozhlasu. V roce 1945 se stal korepetitorem opery Slovenského národního divadla v Bratislavě a dále pokračoval v koncertní činnosti. Oženil se s klavíristkou Silvií Halmošovou a společně uspořádali řadu koncertů ze skladeb pro dva klavíry. V roce 1953 se stal učitelem na Vysoké škole múzických umění v Bratislavě. V roce 1957 byl jmenován docentem a v roce 1968 profesorem. Vyučoval až do své smrti v roce 1986. Za celoživotní dílo a za zásluhy o slovenskou hudbu byl spolu se svou ženou v roce 2011 posmrtně vyznamenán cenou Jána Cikkera.

## Dílo

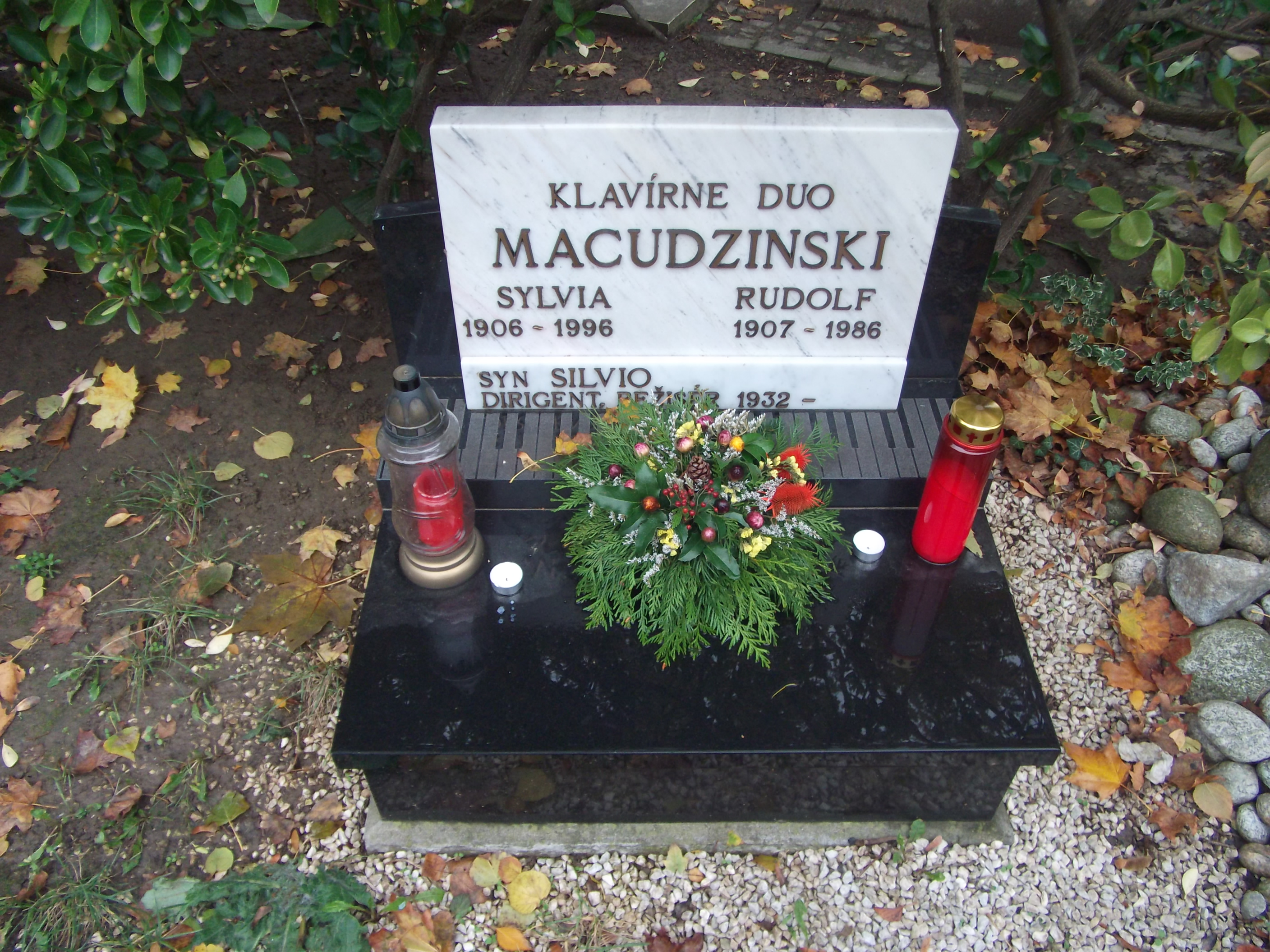
Hrob Rudolfa a Sylvie Macudzinskich na hřbitově Slávičie údolie v Bratislavě

### Jevištní díla
- Gödölvét, gödölvét op. 17 ´(melodrama, 1935)
- Oľga Janina (opera, 1982)
- Výstraha z El Amarny (opera, 1975)
- Monte Christo (opera, 1949)

### Orchestrální skladby
- Pragavienna (rovněž verze pro dva klavíry)
- Dumka a tanec
- Valse-Impromptu op. 15 pro klavír a orchestr (1934)
- Preludio solenne op. 16 pro varhany a orchestr (1937)
- Variazioni olimpiche op. 38 pro klavír a orchestr(1953)
- Tři kusy op. 55 pro 2 klavíry a orchestr (1970)
- Tři kusy pro varhany, klavír a koomorní orchestr

### Klavírní skladby
- Fuga a Perpetuo pro cembalo (1975)
- Klavírne medailóny osobností, ktoré obohatili slovenskú kultúru (1981)
- Obrazy z výstavy Jula Nemčíka „Po stopách kpt. Nálepku“ op. 47 (1959)
- Sonatina monotematica op. 35 (1955)
- Zo života pionierov op. 36 (1952)
- Dve romance op. 6 (1925)
- 5 Variations caractéristiques op. 2 (1923)
- Surge – pro patria
- 5 inspiration pour le piano
- Divertimento op. 23a pro dva klavíry (1949)
- Dvě bagately op. 44 pro dva klavíry

### Varhanní skladby
- Preludium a fuga c-moll op. 5 (1954)
- Preludio simmetastico

### Komorní hudba
- Sextetto piccolo op. 78 (1982)
- Samé dvojky pro harfa|harfu a cembalo (1984)
- Omaggio a tre op. 80 (smyčcový kvartet, 1983)
- Mutationes Istrianas op. 81 pro housle a cembalo (1983)
- Hlboké zamyslenie dodekafonické op. 79 (1980)
- Quintuor pour 5 flutes (1977)
- Päť impresií zo Sovietskeho zväzu (klavírní kvintet, 1977)
- Allegro festivo op. 52
- Čiernomorské nálady op. 54
- Koncertní duo op. 42 pro klavír a cembalo (1977)
- Ciaccona d-moll op. 73 pro flétnu (1974)
- Elegie pro violu a klavír (1974)
- Uspávanka a Scherzo pro housle a klavír (1962)
- Terzetto – Fugato op. 41 pro hoboj, klarinet a fagot (1957)
- Fantázia op. 29 pro housle nebo flétnu a klavír (1950)
- Variace a fuga na téma P. I. Čajkovského op. 30 pro dva klavíry (1950)
- Serenade op. 7 pro housle a klavír (1927)
- Un poco triste ed allegro pro housle a klavír
- Slovenská suita pro housle a klavír
- Suita pro violoncello a klavír
- Mimoľotnosti. 6 skladieb pro trubka|trubku a klavír
- Sonáta op. 66 pro harfu, klarinet a klavír
- Scherzo pro klavírní trio op. 10
- Balada s variacemi pro klavírní trio op. 50
- Zmes záhoráckych pesničiek
- Malá suita op. 11 (1933)
- Melodramatischer Musikteil op. 3 (klavírní kvintet , 1923)

### Vokální skladby
- A-T-A op. 77 (1981)
- Dolorosa op. 24 (1949)
- Hrdinná smrť majora J. Jelínka op. 14 (1933)
- Tri spevy (1974)
- Oslavná pieseň op. 32 a 52 č. 3 (1984)
- Štyri piesne vďaky op. 52 (před r. 1983)
- Štyri piesne o ženách (1975)
- Tri venovania op. 68 (1974)
- Iskra op. 33 č. 1 (1969)
- Dumky (1951)
- Žitia loďka (Das Lebensschifflein) op. 25 (1945)
- V nadveku (In Zwischenland) op. 24 (1940)
- V podvedomí op. 18 (1935)
- Do krajších dní op. 32
- Vojenské ľudové piesne zo Záhoria op. 24

### Sbory
- Odveká pravda
- Jubilejný pochod op. 13